# Rutka Laskier
Rutka Laskier (Cracovia, 12 giugno 1929 – campo di concentramento di Auschwitz, dicembre 1943) è stata una vittima dell'Olocausto e scrittrice polacca, nota per il suo diario scritto nel 1943, in cui descrive le persecuzioni da lei subite durante l'Olocausto.

## Biografia
Rutka Laskier nacque a Cracovia da Dwojra (Deborah) Hampel, figlia di Abram Chil Hampel, e Jakub (Yaakov) Laskier, funzionario di una banca. La sua famiglia era benestante. Suo nonno era comproprietario della Laskier-Kleinberg & Co, una società che possedeva e gestiva un mulino. Rutka aveva un fratello minore, Joachym, detto Henius, nato nel 1937.
Nel 1939, il governo della città passò nelle mani del partito nazista tedesco (NSDAP), a seguito alla resa della città durante l'invasione tedesca della Polonia. Poco dopo cominciò la politica di persecuzione antisemita sponsorizzata dal regime. Molti ebrei furono licenziati e fuggirono a Danzica.
Rutka si trasferì con la sua famiglia nella città di Będzin, da dove provenivano i suoi nonni paterni. In seguito all'invasione della Polonia, mentre era internata nel ghetto di Będzin, Rutka Laskier scrisse un diario di 60 pagine in polacco, raccontando diversi mesi della sua vita sotto il regime nazista nel 1943. Il suo diario rimase per 64 anni nelle mani di un'amica di Rutka, sopravvissuta all'Olocausto, e fu pubblicato solo nel 2005.
Dal ghetto di Będzin, Rutka fu deportata, nell'agosto del 1943, al campo di concentramento di Auschwitz, dove si pensò essere stata assassinata nelle camere a gas poco dopo il suo arrivo, assieme alla madre e al fratello.
Tuttavia, dopo la pubblicazione del diario, fu rivelato che non morì nelle camere a gas assieme ai famigliari, ma sopravvisse per più tempo. Zofia Minc, coniugata Galler, una compagna di prigionia sopravvissuta, rivelò, in un resoconto del suo internamento ad Auschwitz, che la Laskier, stipata nella baracca accanto alla sua, cadde vittima di un'epidemia di colera nel dicembre 1943, e un altro prigioniero la trasportò su una carriola verso la camera a gas. Secondo Zahava Scherz, la figlia israeliana che il padre di Rutka ebbe dal suo secondo matrimonio, Rutka implorò Zofia di portarla verso la recinzione elettrica di filo spinato in modo che potesse uccidersi, ma la guardia delle SS che li seguiva non lo avrebbe permesso. Rutka fu dunque portata direttamente al crematorio.
Il padre di Rutka fu l'unico membro della famiglia che sopravvisse all'Olocausto. Dopo la seconda guerra mondiale, emigrò in Israele, dove si risposò e ebbe un'altra figlia, Zahava Scherz. Morì nel 1986. Secondo la Scherz, intervistata nel documentario della BBC "The Secret Diary of the Holocaust" (trasmesso nel gennaio 2009), il padre non le parlò mai della sua prima famiglia fino a quando non scoprì un album fotografico che conteneva una foto di Rutka con suo fratello minore. La Scherz, che all'epoca aveva 14 anni, la stessa età di Rutka quando morì, chiese a suo padre chi fossero quei ragazzi e lui le rispose con sincerità, ma poi non gliene parlò mai più. Spiegò di aver appreso dell'esistenza del diario di Rutka nel 2006.

## Diario
Dal 19 gennaio al 24 aprile del 1943, all'insaputa della sua famiglia, Rutka tenne un diario su un normale quaderno di scuola, scrivendo sia con l'inchiostro che a matita, in maniera sporadica. In esso raccontò delle atrocità commesse dai nazisti a cui aveva assistito e descrisse la vita quotidiana nel ghetto, nonché parlò dei suoi interessi amorosi adolescenziali. Scrisse anche delle camere a gas nei campi di concentramento.
Il diario inizia il 19 gennaio con la frase: "Non riesco a credere che è già il 1943, a quattro anni dall'inizio di questo inferno". Una delle frasi finali del diario è la seguente: "Se solo potessi dire, è finita, muori una volta sola... Ma non posso, perché nonostante tutte queste atrocità, voglio vivere, e aspettare il giorno dopo."
Rutka scrisse anche: "la poca fede [in Dio] che avevo in passato si è completamente distrutta. Se Dio esistesse, non permetterebbe certo che degli esseri umani vengano gettati vivi nei forni, e che le teste dei bambini vengano fracassate con il calcio delle armi o infilati nei sacchi e gassati a morte.
Nel 1943, mentre scriveva il diario, Rutka lo condivise con Stanisława Sapińska, una ragazza con cui aveva stretto amicizia dopo che la famiglia Laskier si era trasferita in una casa di proprietà della famiglia cattolica di Sapińska
Gradualmente Rutka si rese conto che non sarebbe sopravvissuta e, rendendosi conto dell'importanza storica del suo diario come testimonianza di ciò che era accaduto alla popolazione ebrea di Będzin, chiese alla Sapińska di aiutarla a nascondere il diario. La ragazza mostrò a Rutka come nascondere il diario nella sua casa sotto il doppio pavimento di una scala, tra il primo e il secondo piano.
Dopo che il ghetto fu liquidato e tutti i suoi abitanti furono mandati nei campi di sterminio, Sapińska tornò a casa e recuperò il diario, tenendolo nella sua biblioteca personale per 63 anni, senza condividerlo con nessuno. Nel 2005, Adam Szydłowski, il presidente del Centro di cultura ebraica della regione di Zagłębie, è stato informato da una delle nipoti della Sapińska riguardo all'esistenza del diario.
Con l'aiuto di un nipote della Sapińska, ottenne una fotocopia del diario e ne fece pubblicare un'edizione in lingua polacca. La sua pubblicazione da parte di Yad Vashem Publications è stata commemorata con una cerimonia tenutasi a Gerusalemme presso lo Yad Vashem, il museo israeliano dell'Olocausto, il 4 giugno 2007, alla quale partecipò anche Zahava Scherz. Durante questa cerimonia, la Sapińska ha anche donato il diario originale a Yad Vashem, violando la legge polacca.
Il diario, la cui autenticità è stata provata dagli studiosi e dai sopravvissuti dell'Olocausto, viene spesso comparato con il più noto diario di Anna Frank. Ironia della sorte, Rutka Laskier è nata lo stesso giorno della Frank e, in entrambi i casi, delle loro famiglie sono sopravvissuti all'Olocausto solo i padri.

## Nella cultura di massa
- Il diario di Rutka Laskier è al centro del documentario della BBC One del 2009 intitolato The Secret Diary of the Holocaust.
- Una band ceca post-hardcore, formatasi nel 2015, ha scelto di chiamarsi proprio Rutka Laskier, in onore della giovane vittima dell'Olocausto.
- Il romanzo del 2018 Rutka dello scrittore polacco Zbigniew Białas è ispirato alla sua storia.